# Ann Peterson
Pour les articles homonymes, voir Peterson.
Ann Stewart Peterson, née le 16 juin 1947 à Kansas City, est une plongeuse américaine. Elle remporte la médaille de bronze aux Jeux panaméricains de 1967 et aux Jeux olympiques de 1968. Peterson remporte aussi les championnats de l'Amateur Athletic Union et les essais olympiques américains en 1968. 

## Jeunesse
Peterson débute les compétitions de plongeon en 1957 avec le Dick Smith's Swim Gym, mais quitte le club en 1960 pour s'installer avec ses parents à Seattle, dans l'État de Washington. Elle rejoint alors le Gold Creek Swim Gym après son arrivée à Washington. Avant son passage aux Jeux olympiques, elle remporte le championnat de plongeon féminin à 3 m de la Junior Amateur National Athletic Union en Arizona en 1962, avec un score de 394,60 points. 

## Carrière

### Jeux panaméricains de 1967
Peterson remporte la médaille de bronze aux Jeux panaméricains de 1967 en plongeon de haut-vol à 10 m, perdant face à sa compatriote Lesley Bush, et à la Canadienne Beverly Boys (en). Bush obtient un score de 541,0 points, Boys, 515,45 points et Peterson, 491,50 points. 

### Championnats nationaux inter-collégiaux de 1967
Peterson obtient deux médailles d’or en plongeon aux championnats nationaux inter-collégiaux de 1967, quelques mois après les Jeux panaméricains de 1967. 

### Jeux olympiques d'été de 1968
En 1968, Peterson étudie l’éducation physique à l'université d'État de l'Arizona. Pendant ce temps, elle gagne une place dans l'équipe olympique de plongeon des États-Unis en participant aux essais olympiques en plongeon de haut-vol. Le lendemain de sa victoire, The Arizona Republic déclare que « la performance de Miss Peterson hier soir était constante ». Elle est en tête avant la finale avec 169,86 points, ajoutant 46,74 points, 50,82 points et 51,75 points lors de ses trois derniers plongeons. Avant cet exploit, Peterson n'a pas plongé depuis six ans. Au cours des essais olympiques, elle est la première athlète à se classer première aux éliminatoires et aux finales. Lesley Bush, qui a déjà remporté la huitième place de l'épreuve aux Jeux olympiques de 1964 à Tokyo, se classée deuxième. 
Aux Jeux olympiques d'été de 1968 à Mexico, elle remporte une médaille de bronze en plongeon de haut-vol à 10 m,. Le plongeon de Peterson est la première séquence diffusée lors du début de la couverture des Jeux olympiques d'été de 1968 par la chaîne ABC dans l'est des États-Unis. 